# Турківка
Туркі́вка — село в Україні, у Линовицькій селищній громаді Прилуцького району Чернігівської області. Населення становить 46 осіб. До 2020 орган місцевого самоврядування — Богданівська сільська рада.

## Географія
Селом протікає річка Ющенкова, права притока Удаю.

## Історія
Хутір був приписано не пізніше 1784 року до храму апостола Луки та Успенської церкви у Линовиці.
У 1862 році на хуторі володарському та козачому Турковский (Головковский) був 10 дворів де жило 90 осіб.
У 1911 році на хуторі Турковский жило 183 особи.
Між 1917 та 1930 роками хутори Турківка та Конотопський(Конотопець) об'єднались під назвою хутір Кудзабровський, котрий опісля Війни повернув собі назву Турівка
8 серпня 1945 року утворена Турківська сільська рада і хутір Турківка перетворено на село.
12 червня 2020 року, відповідно до розпорядження Кабінету Міністрів України № 730-р «Про визначення адміністративних центрів та затвердження територій територіальних громад Чернігівської області», увійшло до складу Линовицької селищної громади.
17 липня 2020 року, в результаті адміністративно - територіальної реформи та ліквідації колишнього Прилуцького району, село увійшло до складу новоутвореного Прилуцького району Чернігівської області.

## Населення

### Мова
Розподіл населення за рідною мовою за даними перепису 2001 року:
| Мова       | Кількість | Відсоток |
| ---------- | --------- | -------- |
| українська | 46        | 100%     |